# Chartae Latinae Antiquiores

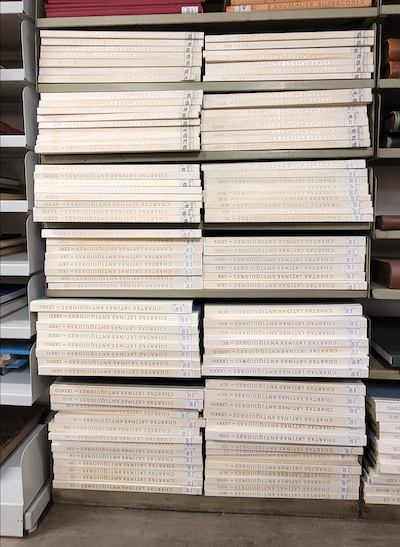
Bände beider Serien der Chartae Latinae Antiquiore

Die Chartae Latinae Antiquiores (ChLA) sind ein aus 118 Bänden bestehender Katalog in zwei Serien aller heute bekannten lateinischen Urkundenschriften vor dem Jahr 900. Die von Albert Bruckner und Robert Marichal gegründete Reihe stellt originalgetreue Faksimile aller Urkunden bis zum Ende des 9. Jahrhunderts bereit, die jeweils durch eine Edition, ein Regest, die Beschreibung der äußeren und inneren Merkmale und eine umfangreiche Bibliographie erschlossen werden. Aufgrund des hohen Preises der Bände haben nur ausgewählte Bibliotheken diese erworben, weshalb die Serie zu den seltenen Büchern (Rara) zählt. Nichtsdestotrotz verbessert sie den Zugriff auf das dezentral gelagerte frühmittelalterliche Quellenmaterial nachhaltig. Die ChLA sind ein Schwesterunternehmen der Codices Latini Antiquiores (C.L.A.) und wurden im Jahr 2019 abgeschlossen. Es ist über ein Online-Search-Tool erschlossen.

## Geschichte der Serien
Die erste Serie wurde von Albert Bruckner und Robert Marichal im Jahr 1954 gegründet und umfasst in 49 Bänden alle Papyrus- und Pergamenturkunden bis zum Jahr 800. Sie wurde seit 1958 von der Schweizerischen Akademie der Geisteswissenschaften unterstützt.
Im Jahr 1997 wurde die zweite Serie als ChLA2 von Guglielmo Cavallo und Giovanna Nicolaj gegründete und mit Band 50 fortgesetzt. Ziel war es, dass alle in den europäischen Archiven und Bibliotheken aufbewahrten Urkunden des 9. Jahrhunderts bearbeitet würden.
Während der ersten Phase des Projektes wurden alle Italien betreffenden Urkunden veröffentlicht, wobei mit Band 99 der Bestand von Italien abgeschlossen wurde. Mit Band 100 wurden die im Kloster St. Gallen aufbewahrten Urkunden herausgegeben, sie machen mit insgesamt 12 Bänden den größten Urkundenbestand außerhalb Italiens aus. Herausgeber waren Peter Erhart, Karl Heidecker und Bernhard Zeller. In den Bänden 112 bis 114 wurden die Urkunden Spaniens publiziert. In Band 115 wurden die Privaturkunden Deutschlands und in Band 116 die Urkunden Österreichs sowie Belgiens veröffentlicht. Mit den Bänden 117, Addenda I (Nachträge Italien), und 118, Addenda II (Nachträge Schweiz, Luxemburg und Spanien) wurde die Serie Chartae Latinae Antiquiores im Herbst 2019 abgeschlossen.

## Aufbau der Bände
Das Format der Bände beträgt 32 × 44 cm, weshalb die meisten Dokumente in Originalgröße wiedergegeben werden konnten. In jedem Fall wurden den Faksimiles Maßstäbe zugeordnet. Jeder Halbpergamenteinband umfasst zwischen 100 und 160 Seiten. Alle Dokumente werden als originalgetreues Faksimile abgedruckt und durch eine Edition, ein Regest, die Beschreibung der äußeren und inneren Merkmale und eine umfangreiche Bibliographie erschlossen.

## Listen der Bände

### Liste der Bände 1 bis 49 der Serie 1
Das Material zu französischen Regionen ist in sieben Bänden (ChLA 13–19) enthalten, jenes zu Italien in den Bänden 20 bis 40. Das Material zu deutschen Regionen, im Besonderen zur damaligen DDR in der ersten Serie findet sich in drei Bänden (ChLA 10–12). Die Schweiz wird in der ersten Serie abgedeckt mit zwei Bänden (ChLA 1–2), Österreich in drei Bänden (ChLA 43–45) und Ägypten in zwei Bänden (ChLA 41–42). Der Band ChLA 46 umfasst Material aus Belgien, Griechenland, Irland, Israel, Norwegen, Niederlande, Georgien und Spanien. Die meisten Bände wurden anhand der reichen Überlieferung in Italien gestaltet; sie umfassen 21 Bände (ChLA 20–40). Zwei weitere Bände (ChLA 3–4) bieten Material aus Großbritannien und fünf Bände (ChLA 5–9) jenes zu den Vereinigten Staaten. Die abschließenden drei Bände umfassen Ergänzungen (ChLA 47), Korrekturen (ChLA 48) und eine Konkordanz (ChLA 49).
Die Bände sind nicht immer in der chronologisch richtigen Reihenfolge veröffentlicht worden. Die Reihung hier richtet sich nach den Bandnummerierungen.
- ChLA 1: Switzerland Bâle-St-Gall. Hrsg. v. Albert Bruckner. Urs Graf Verlag, Dietikon-Zürich Urs Graf Verlag, Dietikon-Zürich 1956.
- ChLA 2: Switzerland St Gall-Zürich. Hrsg. v. Albert Bruckner. Urs Graf Verlag, Dietikon-Zürich 1956.
- ChLA 3: British museum. London. Hrsg. v. Albert Bruckner. Urs Graf Verlag, Dietikon-Zürich 1963.
- ChLA 4: Great Britain (without British museum London). Hrsg. v. Albert Bruckner. Urs Graf Verlag, Dietikon-Zürich 1967.
- ChLA 5: The United States of America I. Hrsg. v. Albert Bruckner. Urs Graf Verlag, Dietikon-Zürich 1975.
- ChLA 6: The United States of America II. Hrsg. v. Albert Bruckner. Urs Graf Verlag, Dietikon-Zürich 1975.
- ChLA 7: The United States of America III. Hrsg. v. Albert Bruckner. Urs Graf Verlag, Dietikon-Zürich 1975.
- ChLA 8: The United States of America IV. Hrsg. v. Albert Bruckner. Urs Graf Verlag, Dietikon-Zürich 1976.
- ChLA 9: The United States of America V. Hrsg. v. Albert Bruckner. Urs Graf Verlag, Dietikon-Zürich 1977.
- ChLA 10: Germany I Berlin DDR. Hrsg. v. Albert Bruckner. Urs Graf Verlag, Dietikon-Zürich 1979.[6]
- ChLA 11: Germany II Berlin West. Bundesrepublik Deutschland und Deutsche Demokratische Republik. Hrsg. v. Albert Bruckner. Urs Graf Verlag, Dietikon-Zürich 1979.
- ChLA 12: Germany III. Hrsg. v. Albert Bruckner. Urs Graf Verlag, Dietikon-Zürich 1978.
- ChLA 13: France I. Hrsg. v. Albert Bruckner, Robert Marichal, Hartmut Atsma, Jean Vezin. Urs Graf Verlag, Dietikon-Zürich 1981.
- ChLA 14: France II. Hrsg. v. Albert Bruckner, Hartmut Atsma, Jean Vezin. Urs Graf Verlag, Dietikon-Zürich 1982.
- ChLA 15: France III. Hrsg. v. Albert Bruckner, Hartmut Artsma, Jean Vezin. Urs Graf Verlag, Dietikon-Zürich 1986.
- ChLA 16: France IV. Hrsg. v. Albert Bruckner, Hartmut Artsma, Jean Vezin. Urs Graf Verlag, Dietikon-Zürich 1986.
- ChLA 17: France V. Hrsg. v. Albert Bruckner, Hartmut Atsma, Robert Marichal, Jan-Olof Tjäder, Jean Vezin. Urs Graf Verlag, Dietikon-Zürich 1984.
- ChLA 18: France VI. Hrsg. v. Albert Bruckner, Hartmut Atsma, Robert Marichal, Pierre Gasnault, Jean Vezin. Urs Graf Verlag, Dietikon-Zürich 1985.
- ChLA 19: France VII. Hrsg. v. Albert Bruckner, Hartmut Atsma, Jean Vezin, Robert Marichal. Urs Graf Verlag, Dietikon-Zürich 1987.
- ChLA 20: Italy I. [Italia meridionale e Roma, Napoli, Biblioteca Nazionale, Biblioteca apostolica Vaticana]. Hrsg. v. Albert Bruckner. Urs Graf Verlag, Dietikon-Zürich 1982.
- ChLA 21: Italy II. [Italia meridionale e Roma, Biblioteca Apostolica Vaticana]. Hrsg. v. Albert Bruckner. Urs Graf Verlag, Dietikon-Zürich 1983.
- ChLA 22: Italy III. [Italia meridionale e Roma, Biblioteca Apostolica Vaticana, Roma, Chiesa di S. Agata dei Goti ]. Hrsg. v. Albert Bruckner. Urs Graf Verlag, Dietikon-Zürich 1983.
- ChLA 23: Italy IV. [Siena prima parte]. Hrsg. v. Anonyme 1985.
- ChLA 24: Italy V. [Siena seconda parte]. Hrsg. v. Albert Bruckner. Urs Graf Verlag, Dietikon-Zürich 1985.
- ChLA 25: Italy VI. [Firenze ed Arezzo]. Hrsg. v. Marichal, Robert 1986.
- ChLA 26: Italy VII. [Italia centrale Pisa ]. Hrsg. v. Albert Bruckner. Urs Graf Verlag, Dietikon-Zürich 1987.
- ChLA 27: Italy VIII. [Italia settentrionaleCremona, Piacenza, Asti, Torino, Novara]. Hrsg. v. Albert Bruckner. Urs Graf Verlag, Dietikon-Zürich 1992.
- ChLA 28: Italy IX. [Italia settentrionale Genova, Milano, Trieste]. Hrsg. v. Albert Bruckner. Urs Graf Verlag, Dietikon-Zürich 1988.
- ChLA 29: Italy X. [Italia settentrionale Belluno, Bergamo, Cantù, Modena, Monza, Suzzara, Padova, Ravenna, Rimini, Venezia, Verona]. Hrsg. v. Albert Bruckner. Urs Graf Verlag, Dietikon-Zürich 1993.
- ChLA 30: Italy XI. Italia centrale Lucca, 1. Hrsg. v. Albert Bruckner. Urs Graf Verlag, Dietikon-Zürich 1988.
- ChLA 31: Italy XII. [Italia centrale Lucca, 2]. Hrsg. v. Albert Bruckner. Urs Graf Verlag, Dietikon-Zürich 1989.
- ChLA 32: Italy XIII. [Italia centrale Lucca, 3]. Hrsg. v. Albert Bruckner. Urs Graf Verlag, Dietikon-Zürich 1989.
- ChLA 33: Italy XIV. [Italia centrale Lucca, 4]. Hrsg. v. Albert Bruckner. Urs Graf Verlag, Dietikon-Zürich 1989.
- ChLA 35: Italy XVI. [Italia centrale Lucca, 6]. Hrsg. v. Magistrale, Francesco 1989.
- ChLA 36: Italy XVII. [Italia centrale Lucca, 7]. Hrsg. v. Albert Bruckner. Urs Graf Verlag, Dietikon-Zürich 1989.
- ChLA 37: Italy XVIII. [Italia centrale Lucca, 8]. Hrsg. v. Albert Bruckner. Urs Graf Verlag, Dietikon-Zürich 1989.
- ChLA 38: Italy XIX. [Italia centrale Lucca, 9]. Hrsg. v. Albert Bruckner. Urs Graf Verlag, Dietikon-Zürich 1989.
- ChLA 38: Italy XIX. [Italia centrale Lucca, 9]. Hrsg. v. Albert Bruckner. Urs Graf Verlag, Dietikon-Zürich 1989.
- ChLA 39: Italy XX. Hrsg. v. Albert Bruckner. Urs Graf Verlag, Dietikon-Zürich 1991.
- ChLA 40: Italy XXI. Hrsg. v. Albert Bruckner. Urs Graf Verlag, Dietikon-Zürich 1991.
- ChLA 41: Egypt. Hrsg. v. Albert Bruckner. Urs Graf Verlag, Dietikon-Zürich 1994.
- ChLA 42: Egypt II. Hrsg. v. Albert Bruckner. Urs Graf Verlag, Dietikon-Zürich 1994.
- ChLA 43: Austria I. Hrsg. v. Albert Bruckner. Urs Graf Verlag, Dietikon-Zürich 1995.
- ChLA 44: Austria II. Hrsg. v. Albert Bruckner. Urs Graf Verlag, Dietikon-Zürich 1996.
- ChLA 45: Austria III. Hrsg. v. Albert Bruckner. Urs Graf Verlag, Dietikon-Zürich 1996.
- ChLA 46: Belgium, Greece, Ireland, Israel, Norway, Holland, Republic of Georgia, Spain. Hrsg. v. Albert Bruckner. Urs Graf Verlag, Dietikon-Zürich 1995. ISBN 3-85951-181-5
- ChLA 47: Addenda. Hrsg. v. Albert Bruckner. Urs Graf Verlag, Dietikon-Zürich 1997.
- ChLA 48: Corrigenda. Hrsg. v. Albert Bruckner. Urs Graf Verlag, Dietikon-Zürich 1997.
- ChLA 49: Concordanze. Hrsg. v. Albert Bruckner. Urs Graf Verlag, Dietikon-Zürich 1998.

### Liste der Bände 50 bis 118 der Serie 2
Die Reihe wurde mit 69 Bänden der Serie 2 fortgesetzt. Die ersten 50 Bände (ChLA 50–99) umfassen weiteres Material zu Italien. Die nächsten 12 Bände (ChLA 100–111) Quellen zur Schweiz, besonders zum Kloster St. Gallen. Es gibt noch drei Bände (ChLA 112–114) zu Spanien, einen vierten Band zu Deutschland (ChLA 115) und einen vierten zu Österreich und Belgien (ChLA 116). Mit zwei Bänden Addenda (ChLA 117–118) wird der zweite Teil der Reihe abgeschlossen.
- ChLA 50: Italy 22. Cava dei Tirreni, hrsg. von Galante, Maria. Dietikon-Zürich 1997.
- ChLA 51: Italy 23. Cava dei Tirreni, hrsg. von Magistrale, Francesco. Dietikon-Zürich 1998.
- ChLA 52: Italy: 24. Cava dei Tirreni, hrsg. von Galante, Maria. Dietikon-Zürich 1998.
- ChLA 53: Italy 25. Montecassino, Trani, Barletta, Benevento, hrsg. von Magistrale, Francesco. Dietikon-Zürich 1999.
- ChLA 54: Italy 26. Ravenna I, hrsg. von Giuseppe Rabotti, Dietikon-Zürich 2000.
- ChLA 55: Italy 27. Ravenna 2, Roma, Città del Vaticano, hrsg. von Cosma, Rita. Dietikon-Zürich 1999.
- ChLA 56: Italy 28. Piemonte 1, hrsg. von Gian Giacomo Fissore. Dietikon-Zürich 2000.
- ChLA 57: Italy [29]. Piemonte 2, hrsg. von Mastruzzo, Antonino; Cavallo, Guglielmo; Nicolaj, Giovanna. Dietikon-Zürich 2015. ISBN 3-85951-195-5[7]
- ChLA 58: Italy 30. Pisa, Volterra, hrsg. von Mastruzzo, Antonino. Dietikon-Zürich 2001. ISBN 3-85951-196-3
- ChLA 59: Italy 31. Verona 1, hrsg. von Francesca Santoni. Dietikon-Zürich 2001. ISBN 3-85951-197-1
- ChLA 60: Italy 32. Verona 2, hrsg. von Santoni, Francesca. Dietikon-Zürich 2002.
- ChLA 61: Italy 33. Siena 1, hrsg. von Matera, Vincenzo. Dietikon-Zürich 2002.
- ChLA 62: Italy 34. Siena 2, hrsg. von Cosma, Rita. Dietikon-Zürich 2003.
- ChLA 63: Italy 35, Siena 3, hrsg. von Mastruzzo, Antonino. Dietikon-Zürich 2004. ISBN 3-85951-201-3
- ChLA 64: Italy 36. Piacenza 1, hrsg. von Mantegna, Cristina. Dietikon-Zürich 2003.
- ChLA 65: Italy 37: Parma 2, hrsg. von Mantegna, Cristina; Cavallo, Guglielmo; Nicolaj, Giovanna. Dietikon-Zürich 2014.
- ChLA 66: Italy 38. Milano 1, hrsg. von Modesti, Maddalena; Cavallo, Guglielmo; Nicolaj, Giovanna. Dietikon-Zürich 2015.
- ChLA 67: Italy 39. Milano 2, hrsg. von Zuffrano, Annafelicia; Cavallo, Guglielmo; Nicolaj, Giovanna. Dietikon-Zürich 2016.
- ChLA 68: Italy 40. Milano 3, hrsg. von Iannacci, Lorenza; Cavallo, Guglielmo; Nicolaj, Giovanna. Dietikon-Zürich 2016.
- ChLA 69: Italy 41. Milano 4, Monza, Bolzano, Padova, hrsg. von Cavallo, Guglielmo; Nicolaj, Giovanna; Zuffrano, Annafelicia. Dietikon-Zürich 2018.
- ChLA 70: Italy 42. Bergamo, hrsg. von Modesti, Maddalena; Cavallo, Guglielmo; Nicolaj, Giovanna. Dietikon-Zürich 2017.
- ChLA 71: Italy 43. Brescia, Cremona, Udine, Venezia, hrsg. von Cavallo, Guglielmo; Nicolaj, Giovanna; Mantegna, Cristina u. a. Dietikon-Zürich 2018.
- ChLA 72: Italy 44. Lucca 1, hrsg. von Gattagrisi, Clelia. Dietikon-Zürich 2002.
- ChLA 73: Italy 45. Lucca 2, hrsg. von Magistrale, Francesco. Dietikon-Zürich 2003.
- ChLA 74: Italy 46. Lucca 3, hrsg. von Magistrale, Francesco. Dietikon-Zürich 2004.
- ChLA 75: Italy 47. Lucca 4, hrsg. von Magistrale, Francesco. Dietikon-Zürich 2005. ISBN 3-85951-217-X
- ChLA 76: Italy 48. Lucca 5, hrsg. von Gattagrisi, Clelia; Magistrale, Francesco. Dietikon-Zürich 2007.
- ChLA 77: Italy 49. Lucca 6, hrsg. von Magistrale, Francesco. Dietikon-Zürich 2008.
- ChLA 78: Italy 50. Lucca 7, hrsg. von Palma, Marco. Dietikon-Zürich 2009.
- ChLA 79: Italy 51. Lucca 8, hrsg. von Gattagrisi, Clelia; Magistrale, Francesco; Cavallo, Guglielmo u. a. Dietikon-Zürich 2010.
- ChLA 80: Italy 52. Lucca 9, hrsg. von Gattagrisi, Clelia; Magistrale, Francesco; Cavallo, Guglielmo u. a. Dietikon-Zürich 2010.
- ChLA 81: Italy 53. Lucca 10, hrsg. von Cavallo, Guglielmo; Mastruzzo, Antonino. Dietikon-Zürich 2011. ISBN 978-3-85951-223-8
- ChLA 82: Italy 54. Lucca 11, hrsg. von Gattagrisi, Clelia. Dietikon-Zürich 2013. ISBN 978-3-85951-224-5
- ChLA 83: Italy 55. Lucca 12, hrsg. von Mastruzzo, Antonino. Dietikon-Zürich 2013. ISBN 978-3-85951-225-2
- ChLA 84: Italy 56. Lucca 13, hrsg. von Gattagrisi, Clelia. Dietikon-Zürich 2014. ISBN 978-3-85951-226-9
- ChLA 85: Italy 57. Lucca 14, hrsg. von Mastruzzo, Antonino. Dietikon-Zürich 2015. ISBN 978-3-85951-227-6
- ChLA 86: Italy 58. Lucca 15, hrsg. von Gattagrisi, Clelia. Dietikon-Zürich 2015. ISBN 978-3-85951-228-3
- ChLA 87: Italy 59. Lucca, hrsg. von Gattagrisi, Clelia; Drago Tedeschini, Corinna. Dietikon-Zürich 2016. ISBN 978-3-85951-229-0
- ChLA 88: Italy 60. Modena, Nonantola 1, hrsg von Feo, Giovanni. Dietikon-Zürich 2008.
- ChLA 89: Italy 61. Nonantola 2, hrsg. von Feo, Giovanni. Dietikon-Zürich 2009.
- ChLA 90: Italy 62, [Arezzo], hrsg. von Feo, Giovanni. Dietikon-Zürich 2011. ISBN 978-3-85951-232-0
- ChLA 91: Italy 63. Reggio Emilia, Firenze, hrsg. von Modesti, Maddalena. Dietikon-Zürich 2012.
- ChLA 92: Italy 64. Parma 1, hrsg. von Santoni, Francesca; Cavallo, Guglielmo; Nicolaj, Giovanna. Dietikon-Zürich 2012.
- ChLA 93: Italy 65. Parma 2, hrsg. von Mantegna, Cristina. Dietikon-Zürich 2014.
- ChLA 94: Italy 66. Milano 1, hrsg. von Modesti, Maddalena. Dietikon-Zürich 2015. ISBN 978-3-85951-236-8
- ChLA 95: Italy 67. Milano II, hrsg. von Annafelicia Zuffrano. Dietikon-Zürich: Urs Graf Verlag 2016. ISBN 978-3-85951-237-5
- ChLA 96: Italy 68. Milano III, hrsg. von Lorenza Iannacci. Dietikon-Zürich: Urs Graf Verlag 2016. ISBN 978-3-85951-238-2
- ChLA 97: Italy 69. Milano IV, Monza, Bolzano, Padova, hrsg. von Annafelicia Zuffrano. Dietikon-Zürich: Urs Graf Verlag 2018. ISBN 978-3-85951-239-9
- ChLA 98. Italy 70. Bergamo, hrsg. von Maddalena Modesti. Dietikon-Zürich: Urs Graf Verlag 2017. ISBN 978-3-85951-240-5
- ChLA 99. Italy 71. Brescia, Cremona, Udine, Venezia, hrsg. von Cristina Mantegna, Laura Pani. Dietikon-Zürich: Urs Graf Verlag 2018. ISBN 978-3-85951-241-2
- ChLA 100: Switzerland 3: Sankt Gallen 1, hrsg. von Peter Erhart. Dietikon-Zürich: Urs Graf Verlag 2006.
- ChLA 101: Switzerland 4: Sankt Gallen 2, published by Peter Erhart/Bernhard Zeller in Zusammenarbeit mit Karl Heidecker, edited by Guglielmo Cavallo/Giovanna Nicolaj, Dietikon-Zürich 2008.
- ChLA 102: Switzerland 5: Sankt Gallen 3, hrsg. von Peter Erhart/Bernhard Zeller/Karl Heidecker. Dietikon-Zürich: Urs Graf Verlag 2009.
- ChLA 103: Switzerland 6: Sankt Gallen 4, hrsg. von Peter Erhart/Bernhard Zeller/Karl Heidecker. Dietikon-Zürich: Urs Graf Verlag 2010.
- ChLA 104: Switzerland 7: Sankt Gallen 5, hrsg. von Peter Erhart/Bernhard Zeller/Karl Heidecker. Dietikon-Zürich: Urs Graf Verlag 2011.
- ChLA 105: Switzerland 8: Sankt Gallen 6, hrsg. von Peter Erhart/Bernhard Zeller/Karl Heidecker. Dietikon-Zürich: Urs Graf Verlag 2012.
- ChLA 106: Switzerland 9: Sankt Gallen 7, hrsg. von Peter Erhart/Bernhard Zeller/Karl Heidecker. Dietikon-Zürich: Urs Graf Verlag 2013.
- ChLA 107: Switzerland 10: Sankt Gallen 8, hrsg. von Peter Erhart/Bernhard Zeller/Karl Heidecker. Dietikon-Zürich: Urs Graf Verlag 2014.
- ChLA 108: Switzerland 11: Sankt Gallen 9, hrsg. von Peter Erhart/Bernhard Zeller/Karl Heidecker. Dietikon-Zürich: Urs Graf Verlag 2015.
- ChLA 109: Switzerland 12: Sankt Gallen 10, hrsg. von Peter Erhart/Bernhard Zeller/Karl Heidecker. Dietikon-Zürich: Urs Graf Verlag 2016.
- ChLA 110: Switzerland 13: Sankt Gallen 11, hrsg. von Peter Erhart/Bernhard Zeller/Karl Heidecker. Dietikon-Zürich: Urs Graf Verlag 2017.
- ChLA 111: Switzerland 14, hrsg. von Peter Erhart/Bernhard Zeller/Karl Heidecker. Dietikon-Zürich: Urs Graf Verlag 2018.
- ChLA 112: Spain 1: Catalonia 1. Barcelona, Montserrat, Vic, hrsg. von Jesús Alturo mit Hilfe von Tània Alaix. Dietikon-Zürich: Urs Graf Verlag 2017. ISBN 978-3-85951-257-3
- ChLA 113: Spain 2: Catalonia 2. Girona, Perelada, La Seu d’Urgell, hrsg. von Jesús Alturo mit Hilfe von Tània Alaix. Dietikon-Zürich: Urs Graf Verlag, 2017. ISBN 978-3-85951-258-0
- ChLA 114: Spain 3: Portugal, hrsg. von Miguel Calleja-Puerta, Pilar Ostos-Salcedo, Maria Luisa Pardo Rodriguez, Maria Josefa Sanz Fuentes. Dietikon-Zürich: Urs Graf Verlag 2018. ISBN 978-3-85951-259-7
- ChLA 115: Germany IV, hrsg. von Mark Mersiowsky, Dietikon-Zürich: Urs Graf Verlag 2019. ISBN 978-3-85951-260-3
- ChLA 116: Austria IV – Belgium, hrsg. von Anja Thaller, Georges Declercq, Urs Graf Verlag, Dietikon-Zurich 2019. ISBN 978-3-85951-261-0
- ChLA 117: Addenda I: Italy, hrsg. von Simone Allegria, Corinna Drago Tedeschini, Maria Galante, Clelia Gattagrisi, Cristina Mantegna, Paola Massa, Antonino Mastruzzo, Francesca Santoni, Gaia Elisabetta Unfer Verre. Dietikon-Zürich: Urs Graf Verlag 2019. ISBN 978-3-85951-262-7
- ChLA 118: Addenda II: Switzerland, Luxembourg, Spain, hrsg. von Peter Erhart, Bernhard Zeller, Karl Heidecker, Georges Declercq, Jesús Alturo, Tània Alaix. Dietikon-Zürich: Urs Graf Verlag 2019. ISBN 978-3-85951-263-4